# Megan Cyr
Megan Cyr (ur. 1 czerwca 1990 w Winnipeg) – kanadyjska siatkarka, grająca na pozycji rozgrywającej. Od sezonu 2019/2020 występuje w szwajcarskiej drużynie Sm’Aesch Pfeffingen.

## Sukcesy reprezentacyjne
Puchar Panamerykański:
- 2018